# Гигиея (фонтан, Санкт-Петербург)

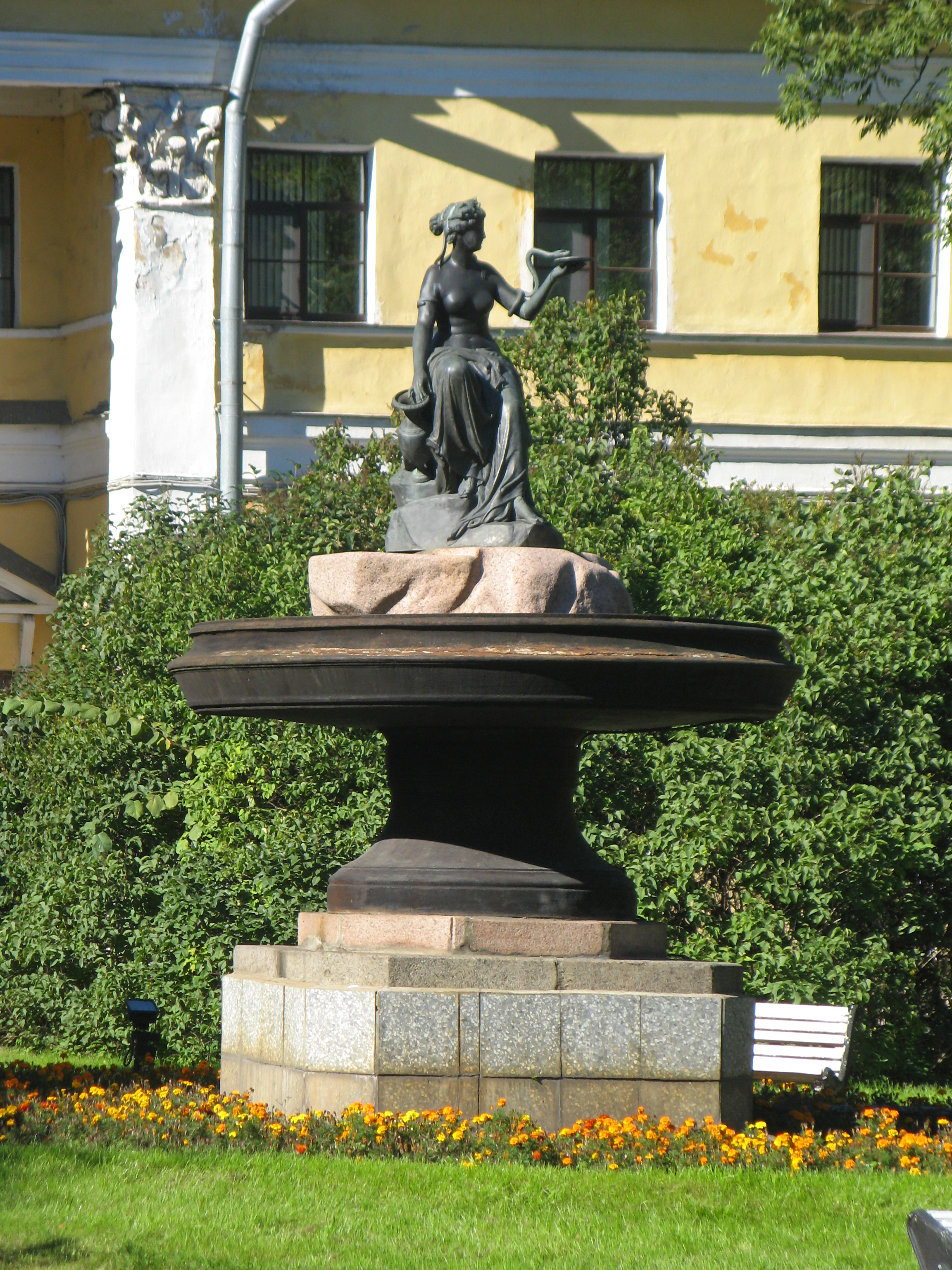
«Гигиея» в 2016 году

Фонтан «Гигие́я» («Гигея») — историческая скульптура в Санкт-Петербурге, недействующий фонтан. Находится в парадном дворе-курдонёре главного корпуса Военно-медицинской академии (улица Академика Лебедева, дом № 6 литера Ж). Объект культурного наследия федерального значения.

## История
Фонтан был сооружён на средства Якова Виллие — выдающегося врача, организатора военно-медицинского дела в российской армии, президента Медико-хирургической академии. По завещанию Виллие все его сбережения (почти 1,5 миллиона рублей) предназначались на устройство клиники при Медико-хирургической академии, которая до Октябрьской революции называлась клинической больницей баронета Виллие (или же Михайловской). Некоторая сумма выделялась также на установление памятника самому Виллие и на сооружение фонтана, посвященного богине здоровья Гигиее.
Памятник Виллие, выполненный скульптором Д. И. Иенсеном и архитектором А. И. Штакеншнейдером, был открыт 9 декабря 1859 года и первоначально размещался в парадном дворе-курдонёре академии. Строительство Михайловской больницы началось в 1865 году и было закончено в 1873 году. В том же 1873 году в саду перед фасадом больницы (на углу Боткинской улицы и Большого Сампсониевского проспекта) был установлен фонтан «Гигиея», также выполненный Д. И. Иенсеном и А. И. Штакеншнейдером.
В 1908 году в этом же сквере был установлен памятник С. П. Боткину — знаменитому врачу, профессору Военно-медицинской академии. Памятник был установлен на одной оси с «Гигиеей», но, поскольку Боткин стоял лицом к зданию клиники, скульптуры были обращены спиной друг к другу.
В 1949—1951 годах, в период борьбы с космополитизмом, по инициативе руководства Военно-медицинской академии памятник Виллие был демонтирован (в 1964 году установлен вновь во внутреннем саду академии). Одновременно фонтан «Гигиея» перенесли от здания Михайловской больницы в сквер на противоположную сторону Боткинской улицы. В мае 1996 года площадь на пересечении Боткинской улицы и Большого Сампсониевского проспекта получила название площадь Военных Медиков, тогда же в сквере на площади был открыт памятник военным медикам. Фонтан при этом был перенесён в парадный двор перед фасадом главного здания академии — туда, где раньше стоял памятник Я. Виллие.
В 2001 году фонтан «Гигиея», наряду со всем комплексом зданий и сооружений Военно-медицинской академии, был включен в перечень объектов исторического и культурного наследия федерального (общероссийского) значения, находящихся в Санкт-Петербурге.

## Описание
Бронзовая скульптура представляет собой традиционное изображение Гигиеи как молодой женщины, кормящей змею из чаши. Эти атрибуты — чаша и змея — составляют современный символ медицины (сосуд Гигеи). Полуобнажённая Гигиея сидит в непринуждённой позе на возвышении, покрытом львиной шкурой, и держит в левой руке чашу, к которой тянется змея, обвившая хвостом руку богини выше локтя. Другая змея симметрично обвивает правую руку Гигиеи, которой богиня придерживает высокий кувшин с рельефным изображением крылатой колесницы. Колесницей управляет женщина, держащая в одной руке лекарственное растение, а в другой — ещё одну чашу. Скульптура установлена на валуне из дикого камня посреди широкой чугунной вазы, имеющей гранитное основание. На бронзовом возвышении можно найти вензель Д. И. Иенсена и дату изготовления скульптуры (1871).
Изначально скульптурная композиция представляла собой фонтан, однако известно, что после переноса его в 1951 году от больницы на противоположную сторону будущей площади Военных Медиков он уже не работал. После переноса в 1996 году в парадный двор Военно-медицинской академии функция фонтана также не была восстановлена.